# Агтекерке
Агтекерке (нід. Aagtekerke) — село в нідерландській провінції Зеландія. Входить до муніципалітету Вере.
Його площа становить 9,91 км², а населення станом на 2021 рік складало 1 480 осіб.
Перша згадка про населений пункт датується 1327 роком.
Ло 1966 року мало статус окремого муніципалітету.

## Галерея

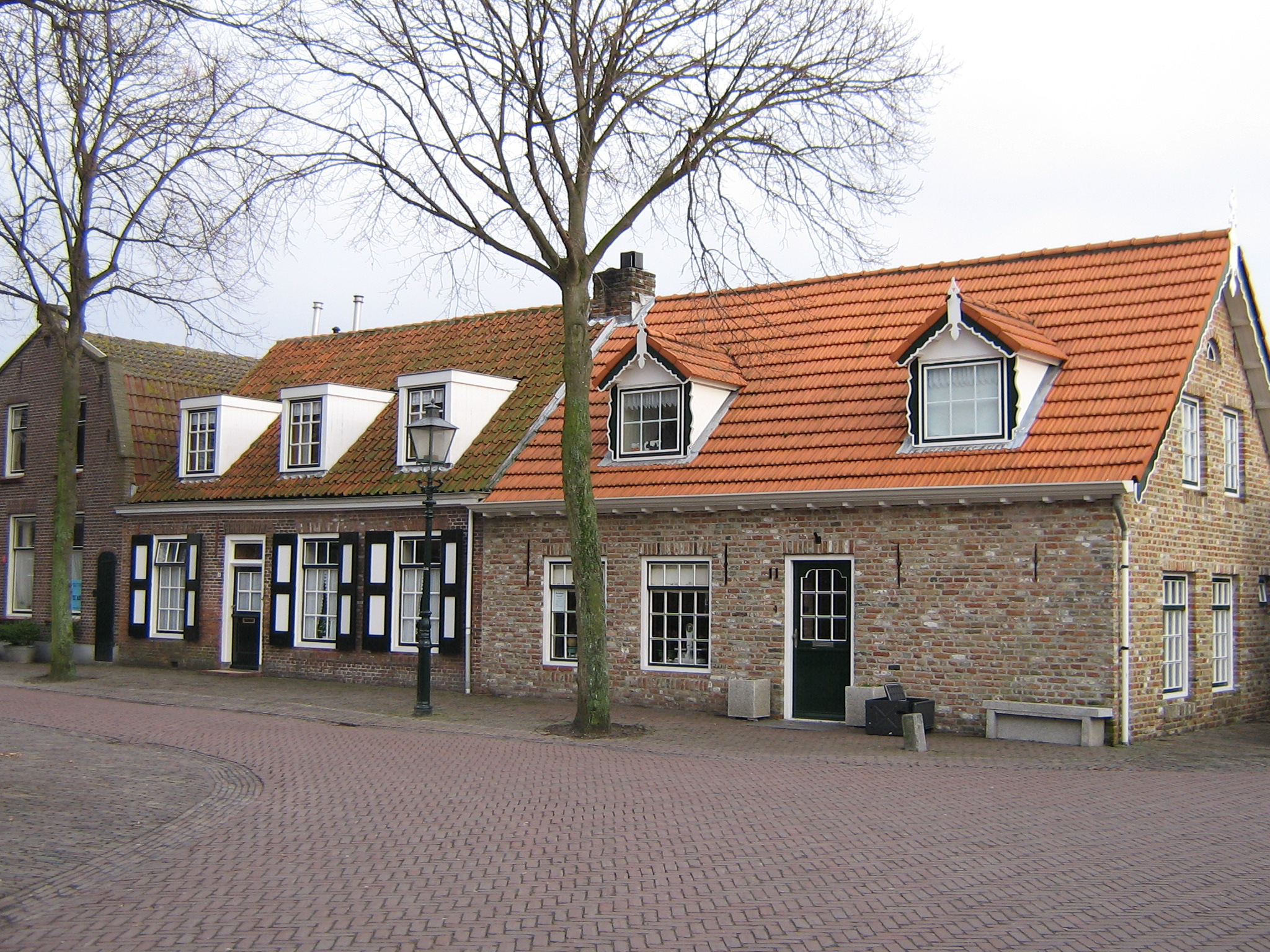
Будинки на сільській площі
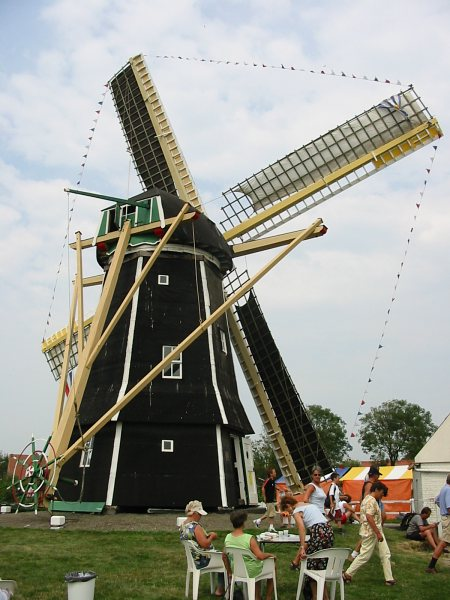
Вітряк у селі